# Daniele Colli
Daniele Colli (Rho, 19 april 1982) is een Italiaans voormalig wielrenner die in januari 2018 zijn carrière beëindigde. Hij heeft tijdens zijn carrière veel last gehad van tegenslag. Zo heeft hij kanker gehad en is hij door ziekte bijna een been verloren. De voor het grote publiek meest zichtbare tegenslag kwam later. Tijdens de zesde etappe van de Ronde van Italië van 2015, brak hij zijn linkerbovenarm. Tijdens de massasprint was hij op volle snelheid tegen de cameralens van een onoplettende toeschouwer aangefietst.

## Overwinningen
1999
 Italiaans kampioen op de weg, Junioren
2003
Giro del Canavese, Beloften
2004
GP Liberazione, Beloften
Trofeo Alcide Degasperi, Beloften
2012
8e etappe Ronde van Oostenrijk
2015
2e etappe Ronde van Hokkaido
Puntenklassement Ronde van Hokkaido
4e etappe Ronde van China I
Eindklassement Ronde van China I
2016
Puntenklassement Ronde van het Qinghaimeer

## Resultaten in voornaamste wedstrijden
| Jaar | Ronde van Italië | Ronde van Frankrijk | Ronde van Spanje |
| ---- | ---------------- | ------------------- | ---------------- |
| 2007 |                  |                     |                  |
| 2010 |                  |                     |                  |
| 2011 |                  |                     |                  |
| 2012 |                  |                     |                  |
| 2014 | opgave           |                     |                  |
| 2015 | opgave           |                     |                  |
| 2016 |                  |                     |                  |

| Jaar | Milaan-San Remo | Amstel Gold Race | Ronde van Lombardije | Parijs-Brussel | Kuurne-Brussel-Kuurne |
| ---- | --------------- | ---------------- | -------------------- | -------------- | --------------------- |
| 2007 |                 |                  | 75e                  |                |                       |
| 2010 |                 |                  |                      | 160e           |                       |
| 2011 |                 |                  | opgave               | 8e             |                       |
| 2012 | opgave          |                  |                      |                |                       |
| 2014 | opgave          |                  |                      |                |                       |
| 2015 |                 | 96e              |                      |                | 5e                    |
| 2016 |                 | 113e             |                      |                |                       |

## Ploegen
- 2005 –  Liquigas-Bianchi
- 2006 –  Liquigas
- 2007 –  Ceramica Panaria-Navigare
- 2008 –  P Nívó Betonexpressz 2000 Corratec (vanaf 1-6)
- 2009 –  CarmioOro-A Style
- 2010 –  Ceramica Flaminia
- 2011 –  Geox-TMC
- 2012 –  Team Type 1-Sanofi
- 2013 –  Vini Fantini-Selle Italia (vanaf 20-7)
- 2014 –  Neri Sottoli [a]
- 2015 –  Nippo-Vini Fantini
- 2016 –  Nippo-Vini Fantini
- 2017 –  Qinghai Tianyoude Cycling Team (vanaf 23-2)

1. ↑  Tot 9 maart heette de ploeg Yellow Fluo, daarna werd de naam veranderd.